# Jacques Laffite
Jacques-Henri Sabin Laffite, född 21 november 1943 i Paris, är en fransk racerförare.

## Racingkarriär
Laffite debuterade i formel 1 för Williams säsongen1974. Hans första seger kom i Sveriges Grand Prix 1977. Laffite kom som bäst fyra i förarmästerskapet tre säsonger i följd, 1979, 1980 och 1981.
Hans formel-1-karriär slutade när han bröt båda benen vid en krasch under Storbritanniens Grand Prix 1986. Efter sitt tillfrisknande fortsatte han dock med racing, men då i standardvagnar. 
Laffite är numera TV-kommentator.

## F1-karriär
| Säsong                 | Stall/Tillverkare            | Placering              | Lopp | Poäng | Etta | Tvåa | Trea | Pole | Varv |
| ---------------------- | ---------------------------- | ---------------------- | ---- | ----- | ---- | ---- | ---- | ---- | ---- |
| 1974                   | Williams (Iso Marlboro-Ford) | -                      | 5    |       |      |      |      |      |      |
| 1975                   | Williams-Ford                | 13                     | 12   | 6     |      | 1    |      |      |      |
| 1976                   | Ligier-Matra                 | 8                      | 16   | 20    |      | 1    | 2    | 1    |      |
| 1977                   | Ligier-Matra                 | 10                     | 17   | 18    | 1    | 1    |      |      | 1    |
| 1978                   | Ligier-Matra                 | 8                      | 16   | 19    |      |      | 2    |      |      |
| 1979                   | Ligier-Ford                  | 4                      | 15   | 36    | 2    | 1    | 3    | 4    | 2    |
| 1980                   | Ligier-Ford                  | 4                      | 14   | 34    | 1    | 2    | 2    | 1    | 1    |
| 1981                   | Ligier-Matra                 | 4                      | 15   | 44    | 2    | 2    | 3    | 1    | 1    |
| 1982                   | Ligier-Matra                 | 17                     | 15   | 5     |      |      | 1    |      |      |
| 1983                   | Williams-Ford Williams-Honda | 11                     | 14 1 | 11    |      |      |      |      |      |
| 1984                   | Williams-Honda               | 14                     | 16   | 5     |      |      |      |      |      |
| 1985                   | Ligier-Renault               | 9                      | 15   | 16    |      | 1    | 2    |      | 1    |
| 1986                   | Ligier-Renault               | 8                      | 9    | 14    |      | 1    | 1    |      |      |
| Sammanlagt 13 säsonger | Sammanlagt 13 säsonger       | Sammanlagt 13 säsonger | 180  | 228   | 6    | 10   | 16   | 7    | 6    |

| 1. Sverige 1977 2. Argentina 1979 3. Brasilien 1979 4. Tyskland 1980 5. Österrike 1981 6. Kanada 1981 |

| 1. Tyskland 1975 2. Österrike 1976 3. Nederländerna 1977 4. Belgien 1979 5. Sydafrika 1980 6. Monaco 1980 7. Belgien 1981 8. Spanien 1981 9. Australien 1985 10. USA 1986 |

| 1. Belgien 1976 2. Italien 1976 3. Spanien 1978 4. Tyskland 1978 5. Tyskland 1979 6. Österrike 1979 7. Nederländerna 1979 8. Frankrike 1980 9. Nederländerna 1980 10. Monaco 1981 11. Storbritannien 1981 12. Tyskland 1981 13. Österrike 1982 14. Storbritannien 1985 15. Tyskland 1985 16. Brasilien 1986 |

| 1. Italien 1976 2. Argentina 1979 3. Brasilien 1979 4. Spanien 1979 5. Belgien 1979 6. Frankrike 1980 7. Spanien 1981 |

| 1. Spanien 1977 2. Argentina 1979 3. Brasilien 1979 4. Belgien 1980 5. Österrike 1981 6. Europa 1985 |